# Bob Lanier
Robert Jerry Lanier Jr. (Buffalo, 10 de setembro de 1948 – Phoenix, 10 de maio de 2022) foi um basquetebolista que jogou pelo Detroit Pistons e pelo Milwaukee Bucks da National Basketball Association (NBA). Ele foi introduzido no Hall da Fama do Naismith Memorial Basketball em 1992.
Nas catorze temporadas da NBA, Lanier obteve uma média de 20,1 pontos, 10,1 rebotes, 3,1 assistências, 1,5 bloqueios e 1,1 roubadas de bola. Ele participou de oito All-Star e foi nomeado MVP do All-Star Game de 1974. 
Ele teve sua camisa 16 aposentada pelos Pistons e pelos Bucks e sua camisa 31 aposentada pela St. Bonaventure University.

## Primeiros anos
Robert Jerry Lanier Jr. nasceu em 10 de setembro de 1948, em Buffalo, Nova York, filho de Robert Sr. e Nannette Lanier.
Crescendo em Buffalo, Lanier tentou fazer parte da equipe da escola secundária e foi informado por um treinador que seus pés (tamanho 43 aos 11 anos) eram grandes demais para ele ser um atleta de sucesso. Embora tivesse 1,95m aos 16 anos, Lanier não fez parte do time de basquete do colégio em seu segundo ano na Bennett High School sob o comando de Nick Mogavero, porque ele era considerado desajeitado.
Em seu terceiro ano, ele foi encorajado a tentar novamente pelo novo treinador Fred Schwepker, que tinha Lanier na aula de Biologia. Lanier tentou novamente e conseguiu uma vaga na equipe. Ele obteve uma média de 21,5 pontos na Bennett High School e foi nomeado para a equipe All-City. Em seu último ano, ele obteve uma média de 25,0 pontos e ganhou foi nomeado para a Equipe Ideal do Estado de Nova Iorque. Nos dois anos, ele levou Bennett aos títulos da cidade de Buffalo. Após seus sucessos sob o comando do treinador Schwepker, Lanier se formou em 1966.
Lanier foi inicialmente rejeitado por sua primeira escolha na faculdade, o Buffalo's Canisius College, por causa de suas notas. Mas, como ele foi recrutado por mais de 100 outras universidade, ele optou por frequentar a St. Bonaventure University, em Allegany, sob o comando do treinador Larry Weise.
"Havia uma competição de recrutamento, mas a vantagem que eu tinha e o que eu vendia era que os pais dele podiam vê-lo jogar", disse o treinador Weise. "Ele escolheu St. Bonaventure e os pais dele estavam em todos os jogos.''

## Carreira na universidade

### Segundo ano (1967-1968)
Em seu segundo ano, temporada de 1967–68, depois de ter jogado na equipe de calouros no ano anterior pelas regras da NCAA na época, Lanier causou um impacto nacional imediato, ao liderar o St. Bonaventure (13–9 na temporada anterior) a uma temporada regular invicta (26–0). 
Lanier jogou em 25 jogos e obteve uma média de 26,2 pontos e 15,6 rebotes.
No torneio de 23 equipes da NCAA de 1968, Lanier levou o St. Bonaventure à vitória por 102–93 sobre o Boston College do técnico Bob Cousy. Eles foram derrotados por 91-72 pela Carolina do Norte na Semifinal Regional Leste, encerrando a temporada invicta. Lanier fez 32 pontos e 15 rebotes na vitória sobre o Boston College e 23 pontos e 9 rebotes na derrota para Carolina do Norte.
Lanier foi nomeado para a Segunda-Equipe All-American, atrás de Lew Alcindor como Pivô.

### Terceiro ano (1968-1969)
Na temporada de 1968-69, St. Bonaventure terminou a temporada com um recorde de 17-7 sem nenhum convite para a pós-temporada, depois de começar a temporada com um recorde de 3-5. Lanier jogou em 24 jogos e teve médias de 27,3 pontos e 15,6 rebotes.
Lanier foi novamente para a Segunda-Equipe All-American, atrás de Lew Alcindor como Pivô.
Durante essa temporada, Lanier foi abordado por representantes do New York Nets da American Basketball Association, que supostamente lhe ofereceram US $ 1,2 milhão para deixar a universidade mais cedo e ingressar na ABA. No entanto, seguindo o conselho de seu pai, Lanier escolheu permanecer na universidade.

### Quarto ano (1969–1970)
Lanier obteve uma média de 29,2 pontos e 16,0 rebotes, quando o St. Bonaventure terminou a temporada regular de 1969-70 com um recorde de 25-1.
No torneio de 25 equipes da NCAA de 1970, Lanier levou St. Bonaventure a uma vitória de 80-72 sobre Davidson College com 28 pontos e 15 rebotes; ele teve 24 pontos e 19 rebotes em uma vitória de 80-68 sobre NC State, e 26 pontos e 14 rebotes na vitória de 97-74 sobre Villanova, enquanto St. Bonaventure avançou para a Final Four.
No entanto, Lanier machucou o joelho perto do final do campeonato regional em uma colisão com Chris Ford, de Villanova. Foi grave o suficiente para que ele não pudesse jogar nas quartas de final e, eventualmente, precisasse de cirurgia, a primeira de oito cirurgias nos joelhos de Lanier.
No Final Four, os Bonnies perderam por 91-83 para a Universidade de Jacksonville com o futuro Hall da Fama, Artis Gilmore. No jogo do terceiro lugar, os Bonnies perderam para Universidade Estadual do Novo México e terminaram a temporada com um recorde de 25-3.
"Todo ano, nesse momento, você começa a pensar sobre isso e meus jogadores começam a pensar sobre isso", refletiu o técnico Larry Weise, aos 81 anos. "Temos uma reunião a cada três, quatro anos e é a mesma coisa com eles. Foi um momento mágico. em nossas vidas, sem dúvida. Em nossos corações, sabíamos que éramos bons o suficiente para vencer o título ".
"Acho que aprecio isso ainda mais do que meus colegas de faculdade", refletiu Lanier no Final Four em 1985, "porque eu tinha uma base de comparação. Não foi o dinheiro, ou quem obteve os 'números' como na NBA. Não éramos grandes estrelas, eram dois caras de Buffalo e um cara de Troy todos se misturando ".
Lanier foi nomeado para a Primeira-Equipe All-American como pivô, ao lado dos futuros Hall da Fama, Dan Issel (Kentucky), Pete Maravich (LSU) e Calvin Murphy (Niagara). Lanier se formou em St. Bonaventure em administração de empresas.
Lanier detém recordes do St. Bonaventure de pontos e rebotes com médias de 27,6 pontos e 15,7 rebotes, com 57% acertos de arremessos em 75 jogos na carreira.

## Carreira profissional

### Detroit Pistons (1970–1980)
Lanier foi selecionado pelo Detroit Pistons como a primeira escolha geral no Draft da NBA de 1970. Ele também foi uma escolha territorial do New York Nets da American Basketball Association no Draft da ABA de 1970. Os Nets havia abordado Lanier sobre se tornar profissional após o primeiro ano da faculdade, mas ele recusou porque achava que o St. Bonaventure poderia competir por um título nacional.
Ainda se recuperando de uma cirurgia no joelho, Lanier assinou contrato com os Pistons, que lhe apresentou ansiosamente seu contrato com a NBA enquanto ele ainda estava no hospital se recuperando de uma cirurgia no joelho. Ele chegou ao campo de treinamento mancando, com uma dor significativa e excesso de peso devido ao longo período de inatividade após a cirurgia.
Lanier jogou enquanto ainda se recuperava de uma cirurgia. Ele foi nomeado para a Equipe de Novatos da NBA de 1971, com média de 15,6 pontos e 8,1 rebotes em 24 minutos por jogo sob o comando do técnico Butch van Breda Kolff.
Lanier reabilitou o joelho com a ajuda do treinador van Breda Kolff, que fez ele ficar em sua casa à beira-mar por duas semanas e meia para correr na areia e fortalecer o joelho e as pernas.
Ele se tornou uma estrela do Detroit, jogando ao lado de Dave Bing, e tendo uma média de mais de 21 pontos por jogo nas próximas oito temporadas. Os últimos anos de Lanier em Detroit foram marcados por lesões recorrentes, pois ele nunca jogou mais de 64 jogos em nenhuma de suas últimas quatro temporadas como jogador dos Pistons.
Lanier jogou em sete jogos do All-Star Game com os Pistons e foi o MVP em 1974.
Em suas dez temporadas nos Pistons, Lanier obteve uma média de 22,7 pontos, 11,8 rebotes, 3,3 assistências, 2,0 bloqueios e 1,2 roubadas de bola em 681 jogos. Na lista de estatísticas gerais de todos os tempos dos Pistons, ele ocupa a 7º posição em mais jogos (681), a 6º posição em mais minutos jogados (24.640), 3º em mais rebotes (8.063), 8 em mais assistências (2.256), 4º em mais bloqueios (859) e 3º em mais pontos (15.488).

### Milwaukee Bucks (1980-1984)
Em 4 de fevereiro de 1980, Lanier foi negociado pelo Detroit Pistons com o Milwaukee Bucks por Kent Benson e Larry Drew.
Nas cinco temporadas de Lanier nos Bucks, eles venceram o título da Divisão Centro-Oeste em todos os anos com o técnico Don Nelson. Lanier jogou ao lado de Marques Johnson, Sidney Moncrief, Quinn Buckner, Junior Bridgeman e Dave Cowens. 
Ainda altamente eficaz, com o envelhecimento dos joelhos, Lanier desempenhou um papel fundamental nos Bucks, embora jogasse quase 10 minutos a menos por jogo do que em seu tempo em Detroit (36,2 a 26,8).
Lanier se aposentou oficialmente do Milwaukee Bucks em 24 de setembro de 1984.
Em 278 jogos com os Bucks, Lanier teve média de 26 minutos e 13,5 pontos, 5,9 rebotes, 2,7 assistências e 1,0 roubadas de bola. Ele jogou no All-Star Game de 1982 com Milwaukee.

## Carreira de treinador
Na temporada de 1994-95, Lanier foi contratado como assistente técnico do seu ex-técnico Don Nelson no Golden State Warriors. 
Lanier foi nomeado treinador interino em 13 de fevereiro de 1995, depois que Nelson renunciou. Ele compilou um recorde de 12-25 em 37 jogos, com os Warriors terminando a temporada com um recorde de 26-56.

## Vida pessoal

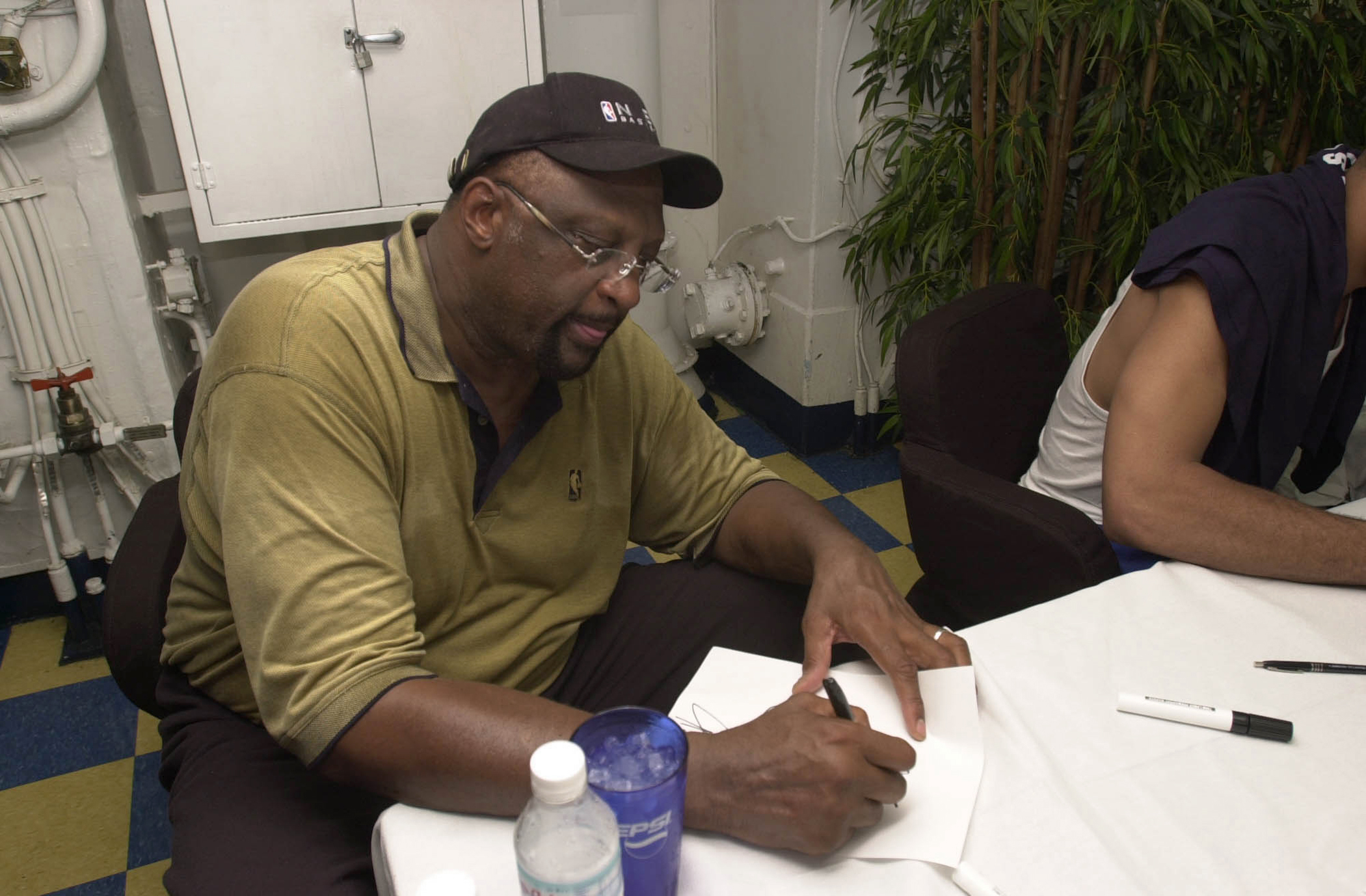
Lanier assina autógrafos para velejadores do USS Nimitz em 2003

Lanier foi proprietário e operou a Bob Lanier Enterprises, Inc., uma empresa de marketing promocional e membro da rede Proforma.
Lanier foi o Embaixador Global da NBA Cares. Ele trabalhou rotineiramente com programas de atendimento a jovens que apoiam a educação, o desenvolvimento da juventude e da família e causas relacionadas à saúde.
Lanier foi porta-voz e presidente do programa "Stay In School" da NBA (mais tarde renomeado como Read to Achieve) de 1989 a 1994.
Segundo Kareem Abdul-Jabbar, Lanier fumava cigarros durante os intervalos do intervalo. Abdul-Jabbar tentaria tirar vantagem disso, forçando Lanier a correr mais durante o segundo tempo. No filme Apertem os Cintos... o Piloto Sumiu!, Abdul-Jabbar também faz referência a Lanier quando diz ao pequeno Joey: "Diga ao seu velho para arrastar Walton e Lanier para cima e para baixo na quadra por 48 minutos".
Lanier morreu em 10 de maio de 2022, aos 73 anos de idade.

## Honras
- Lanier foi introduzido no Hall da Fama do atletismo do St. Bonaventure em 1975.[29]
- St. Bonaventure aposentou a camisa nº 31 de Lanier.
- Em 1978, Lanier foi selecionado pela Associação Profissional de Escritores de Basquete (PBWA) como o ganhador do J. Walter Kennedy Citizenship Award pelo seu excelente serviço comunitário.
- Em 1981, a organização da YMCA entregou a Lanier o "Jackie Robinson Award". O prêmio é concedido pelo serviço aos jovens, boa cidadania e liderança.
- Lanier recebeu o Oscar Robertson Leadership Award em 1984.
- A camisa #16 de Lanier é aposentada pelo Detroit Pistons e Milwaukee Bucks. Os Bucks aposentou sua camisa em 1984.[30] Os Pistons aposentou sua camisa em 1993.[31]
- Lanier foi consagrado no Hall da Fama do Naismith Basketball em 1992.[32]
- Em 2000, Lanier recebeu o Congresso "Horizon & Leadership Award". O prêmio é apresentado anualmente pela Comissão Conjunta de Liderança do Congresso dos Estados Unidos e pelo Conselho de Administração da Congressional Award Foundation a indivíduos que causaram um impacto excepcional na vida dos jovens da América.[33]
- Em 2006, Lanier foi introduzido no Hall da Fama do College Basketball.[34]
- Em 2007, Lanier recebeu o Prêmio Legado Esportivo do Museu Nacional dos Direitos Civis. Foi premiado por sua contribuição significativa aos direitos civis e humanos internacionalmente, no espírito do Dr. Martin Luther King, Jr.

## Estatísticas

### Temporada regular
| Ano      | Equipe    | PJ  | MPJ  | AP   | 3P    | LL   | RT   | AS  | BR  | TO  | PPJ  |
| -------- | --------- | --- | ---- | ---- | ----- | ---- | ---- | --- | --- | --- | ---- |
| 1970–71  | Detroit   | 82  | 24.6 | .455 | —     | .726 | 8.1  | 1.8 | —   | —   | 15.6 |
| 1971–72  | Detroit   | 80  | 38.7 | .493 | —     | .768 | 14.2 | 3.1 | —   | —   | 25.7 |
| 1972–73  | Detroit   | 81  | 38.9 | .490 | —     | .773 | 14.9 | 3.2 | —   | —   | 23.8 |
| 1973–74  | Detroit   | 81  | 37.6 | .504 | —     | .797 | 13.3 | 4.2 | 1.4 | 3.0 | 22.5 |
| 1974–75  | Detroit   | 76  | 39.3 | .510 | —     | .802 | 12.0 | 4.6 | 1.0 | 2.3 | 24.0 |
| 1975–76  | Detroit   | 64  | 36.9 | .532 | —     | .768 | 11.7 | 3.4 | 1.2 | 1.3 | 21.3 |
| 1976–77  | Detroit   | 64  | 38.2 | .534 | —     | .818 | 11.6 | 3.3 | 1.1 | 2.0 | 25.3 |
| 1977–78  | Detroit   | 63  | 36.7 | .537 | —     | .772 | 11.3 | 3.4 | 1.3 | 1.5 | 24.5 |
| 1978–79  | Detroit   | 53  | 34.6 | .515 | —     | .749 | 9.3  | 2.6 | .9  | 1.4 | 23.6 |
| 1979–80  | Detroit   | 37  | 37.6 | .546 | .000  | .781 | 10.1 | 3.3 | 1.0 | 1.6 | 21.7 |
| 1979–80  | Milwaukee | 26  | 28.4 | .519 | 1.000 | .785 | 6.9  | 2.4 | 1.4 | 1.1 | 15.7 |
| 1980–81  | Milwaukee | 67  | 26.2 | .525 | 1.000 | .751 | 6.2  | 2.7 | 1.1 | 1.2 | 14.3 |
| 1981–82  | Milwaukee | 74  | 26.8 | .558 | .000  | .752 | 5.2  | 3.0 | 1.0 | .8  | 13.5 |
| 1982–83  | Milwaukee | 39  | 25.1 | .491 | .000  | .684 | 5.1  | 2.7 | .9  | .6  | 10.7 |
| 1983–84  | Milwaukee | 72  | 27.9 | .572 | .000  | .708 | 6.3  | 2.6 | .8  | .7  | 13.6 |
| Carreira | Carreira  | 959 | 33.5 | .514 | .154  | .767 | 10.1 | 3.1 | 1.1 | 1.5 | 20.1 |
| All-Star | All-Star  | 8   | 15.1 | .582 | —     | .833 | 5.6  | 1.5 | .5  | .6  | 9.2  |

### Playoffs
| Ano      | Equipe    | PJ | MPJ  | AP   | 3P   | LL   | RT   | AS  | BR  | TO  | PPJ  |
| -------- | --------- | -- | ---- | ---- | ---- | ---- | ---- | --- | --- | --- | ---- |
| 1974     | Detroit   | 7  | 43.3 | .507 | —    | .789 | 15.3 | 3.0 | .6  | 2.0 | 26.3 |
| 1975     | Detroit   | 3  | 42.7 | .510 | —    | .750 | 10.7 | 6.3 | 1.3 | 4.0 | 20.3 |
| 1976     | Detroit   | 9  | 39.9 | .552 | —    | .900 | 12.7 | 3.3 | .9  | 2.3 | 26.1 |
| 1977     | Detroit   | 3  | 39.3 | .630 | —    | .842 | 16.7 | 2.0 | 1.0 | 2.3 | 28.0 |
| 1980     | Milwaukee | 7  | 36.6 | .515 | —    | .738 | 9.3  | 4.4 | 1.0 | 1.1 | 19.3 |
| 1981     | Milwaukee | 7  | 33.7 | .588 | —    | .719 | 7.4  | 4.0 | 1.7 | 1.1 | 17.6 |
| 1982     | Milwaukee | 6  | 35.3 | .513 | .000 | .560 | 7.5  | 3.7 | 1.3 | .8  | 16.0 |
| 1983     | Milwaukee | 9  | 27.8 | .573 | —    | .600 | 7.0  | 2.6 | .6  | 1.6 | 13.7 |
| 1984     | Milwaukee | 16 | 31.2 | .480 | —    | .886 | 7.3  | 3.4 | .7  | .6  | 12.7 |
| Carreira | Carreira  | 67 | 35.2 | .532 | .000 | .768 | 9.6  | 3.5 | .9  | 1.5 | 18.6 |